# Atletica leggera ai Giochi della XI Olimpiade - 10000 metri piani

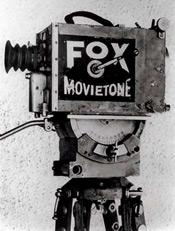
Video della Finale (commento originale in tedesco)
Video della Finale (versione in lingua inglese)

La competizione dei 10000 metri piani maschili di atletica leggera ai Giochi della XI Olimpiade si è disputata il giorno 2 agosto 1936 allo Stadio Olimpico di Berlino.

## L'eccellenza mondiale
| Primatista mondiale      | 30'06"2 1924 | Paavo Nurmi     | Ritirato |
| Campione europeo 1934    | 31'02"6      | Ilmari Salminen | Presente |
| Primatista stagionale    | 30'41"6      | Kohei Murakoso  | Presente |
| Vincitore dei Trials USA | 31'06"9      | Donald Lash     | Presente |

1. ↑  Fino al 1º agosto.

## Risultati
Finale diretta con 30 partenti.

I finlandesi mostrano una superiorità assoluta, controllano la gara dall'inizio alla fine, e sprintano tra di loro per il titolo.

Due anni prima, agli Europei, Salminen aveva prevalso di poco su Askola. A Berlino si ripete un finale identico.

### Classifica finale
| Pos.    | Atleta             | Età | Nazione          | Tempo   |
| ------- | ------------------ | --- | ---------------- | ------- |
| Oro     | Ilmari Salminen    | 33  | Finlandia        | 30'15"4 |
| Argento | Arvo Askola        | 26  | Finlandia        | 30'15"6 |
| Bronzo  | Volmari Iso-Hollo  | 29  | Finlandia        | 30'20"2 |
| 4       | Kohei Murakoso     | 30  | Giappone         | 30'25"0 |
| 5       | Alec Burns         | 28  | Gran Bretagna    | 30'58"2 |
| 6       | Juan Carlos Zabala | 24  | Argentina        | 31'22"0 |
| 7       | Max Gebhardt       | 32  | Germania         | 31'29"6 |
| 8       | Don Lash           | 23  | Stati Uniti      | 31'39"4 |
| 9       | Odd Rasdal         | 25  | Norvegia         | 31'40"4 |
| 10      | Harry Siefert      | 25  | Danimarca        | 31'52"6 |
| 11      | Giuseppe Beviacqua | 21  | Italia           | 31'57"0 |
| 12      | János Kelen        | 25  | Ungheria         | 32'01"0 |
| 13      | Henning Sundesson  | 27  | Svezia           | 32'11"8 |
| 14      | Józef Noji         | 26  | Polonia          | 32'13"0 |
| 15      | Rudolf Wöber       | 24  | Austria          | 32'22"0 |
| 16      | Eino Pentti        | 29  | Stati Uniti      | 32'23"0 |
| 17      | Ludvík Bombík      | 23  | Cecoslovacchia   | 32'24,0 |
| 18      | Lucien Tostain     | 26  | Francia          | 32'24,2 |
| 19      | André Sicard       | 21  | Francia          | 32'25,0 |
| 20      | André Lonlas       | 26  | Francia          | 32'58"0 |
| 21      | Walter Schönrock   | 24  | Germania         | 32'59"0 |
| 22      | Josef Siegers      | 28  | Germania         |         |
| -       | Pierre Bajart      | 22  | Belgio           |         |
| -       | Scotty Rankine     | 27  | Canada           |         |
| -       | Milton Wallace     |     | Canada           |         |
| -       | William Eaton      | 27  | Gran Bretagna    |         |
| -       | Stanley Wudyka     | 26  | Stati Uniti      |         |
| -       | Fusashige Suzuki   | 22  | Giappone         |         |
| Rit.    | Raunaq Singh Gill  | 26  | India Britannica |         |
| Rit.    | John Potts         | 29  | Gran Bretagna    |         |

Salminen è il primo atleta della storia a bissare il titolo europeo con l'alloro olimpico.